# دينيس كينونيس
وإسمها الكامل دينيس ماري كينونيس أوغست (بالإسبانية: Denise Marie Quiñones August)‏ وهي ممثلة وملكة جمال بورتوريكية ولدت في 9 سبتمبر 1980، في مدينة بونسه جنوب جزيرة بورتوريكو وهي الفئزة بملكة جمال الكون و ملكة جمال بورتوريكو لسنة 2001 في المسابقة التي أقيمت في مدينة نيويورك في الولايات المتحدة، وهي رابع بورتوريكية تفوز بهذه الجائزة.

## روابط خارجية
- دينيس كينونيس على موقع IMDb (الإنجليزية)
- دينيس كينونيس على موقع ألو سيني (الفرنسية)
- دينيس كينونيس على موقع أول موفي (الإنجليزية)
- دينيس كينونيس على موقع قاعدة بيانات الفيلم (الإنجليزية)
- دينيس كينونيس على موقع كينوبويسك (الروسية)